# George Elliot (amiral)
George Elliot, född 1 augusti 1784, död 24 juni 1863, var en brittisk amiral. Han var Gilbert Elliot, 1:e earl av Mintos andre son och kusin till Charles Elliot.
Elliot deltog i sjöslagen vid Sankt Vincent 1797, Abukir 1798 och Trafalgar 1805. 1813 sändes han på en expedition mot Borneo för att stävja sjöröveriet. 1834-35 var Elliot amiralitetssekreterare, blev 1837 konteramiral och befälhavare över sjöstridskrafterna i Kapkolonin.
Under det första opiumkriget ledde han de inledande sjömilitära operationerna, men avskedades från sitt uppdrag 1841. År 1853 blev han befordrad till amiral.